# Nudaria mundana
Nudaria mundana — вид лускокрилих комах з родини еребід (Erebidae).

## Поширення
Вид поширений в Північній і Центральній Європі на схід до Туреччини. Вони живуть переважно на пустирях зі скелями та стінами, вкритими лишайниками, та в інших вологих місцях, де ростуть лишайники. У горах вони піднімаються до межі дерев.

## Опис
Метелики досягають розмаху крил від 19 до 23 мм. Вони мають світло-сірі або пергаментні крила, які злегка прозорі. На передніх крилах дві темно-сірі або коричнево-сірі, злегка вицвілі, злегка розмиті зубчасті смуги, між якими біля краю крила — цятка такого ж кольору. Біля анального кута може бути помітна дуже розмита темна ділянка. Дискальна пляма і поперечні лінії можуть повністю зникнути. Задні крила мають таке ж забарвлення, як і передні, але не мають відміток.
Яйце кулястої форми жовтого кольору.
Гусениці мають сірий колір і два ряди помітних жовтих плям на спині. У них сиве волосся.
Лялечка зеленувато-біла або жовтувата, напівпрозора. Темні очні плями чітко виділяються. На спині два ряди темних плям.

## Спосіб життя
Nudaria mundana дає одне покоління на рік, метелики якого літають з кінця червня до початку серпня. Метелики ведуть нічний спосіб життя. Вони часто сидять на каменях і стовбурах дерев. Однак самці набагато активніше самиць. Також вони часто літають до штучних джерел світла вночі. Гусениці можна знайти з вересня і після зимівлі — до червня наступного року. Гусениці харчуються переважно водоростями, які ростуть у тінистих місцях на скелях, а також лишайниками та печіночниками. Вони живуть на каменях і скелях, які вкриті їхніми харчовими рослинами. Вони заляльковуються під камінням або на лишайниках у відкритій павутині. Часто кілька павутин розташовані близько одна до одної. В Альпах зимуючою стадією є яйце.